# Türtaiosz
Türtaiosz, (ógörög nyelven Τυρταῖος) ógörög elégiaköltő, a Kr. e. 7. században, a második messenai háború idején (Kr. e. 685–668) élt Spártában. Archembrotosz (Echembrotosz ?) fia; a harcias elégia képviselője.
Életéről egyetlen mesés adaton kívül szinte semmit nem tudunk. E hagyomány szerint a második messenai háború idején a delphoi-i jósda tanácsára a spártaiak az athéniaktól kértek segítséget. Az athéniak Türtaioszt, a sánta írástudót küldték oda, akinek lelkesítő dalai győzelemre vitték a spártaiakat. A történet az athéniak koholmánya, mellyel csak a spártaiak iránti megvetésüket akarták kifejezni. 
Ránk maradt három teljes elégiája, melyekkel a csatában bátorságra buzdítja a spártaiakat és a gyávaság szégyenét rajzolja eléjük. E verseket Lükurgosz athéni szónok Leocretesz ellen intézett beszédében idézi. Ennek köszönhetjük fennmaradásukat. Harci elégiái hosszú ideig tartó hatást tettek a spártaiakra, akik táboraikban asztali ima után fuvolaszó mellett énekelték őket.
Az ókori görög költészetnek ebben a korai időszakában az elégia még csak versforma, a disztichont jelöli; ezekből a versekből az ún. „elégikus” hang teljesen hiányzik. 
Türtaiosz elégiáinak első magyar fordítója Ungvárnémeti Tóth László (Athenaei Tyrtaeusnak versei, 1817). 